# 171

171(백칠십일)은 170보다 크고 172보다 작은 자연수다.

## 수학
- 합성수로, 그 약수는 1, 3, 9, 19, 57, 171이다. 진약수의 합은 89이므로, 171은 부족수다.
- 18번째 삼각수다. 앞의 삼각수는 153, 다음 삼각수는 190이다.
- 6번째 십삼각수다. 앞의 십삼각수는 115, 다음은 238이다.
- {\displaystyle 37^{2}-1}은 171로 나누어떨어진다.

## 과학
- NGC 171: 고래자리 방향에 있는 막대나선은하.

## 교통
- 고속도로 및 국도
  - 고속국도 제171호선: 용인서울고속도로와 오산화성고속도로의 노선 번호.
  - 일본 171번 국도(일본어판): 교토부 교토시 미나미구에서 효고현 고베시 주오구까지 이어지는 일본의 국도.
- 기타 도로
  - 현도 제171호선

## 군사
- U-171(영어판, 독일어판): 제2차 세계 대전에 사용된 나치 독일의 군용 잠수함.

## 문화유산
- 대한민국의 국보 제171호: 청동 은입사 봉황문 합
- 대한민국의 보물 제171호: 문경 봉암사 정진대사탑
- 대한민국의 사적 제171호: 서울 고종 어극 40년 칭경기념비

## 방송
- 스카이라이프의 미국 국제 방송인 폭스 뉴스 채널 번호.
- 지니 TV의 메디컬TV 채널 번호.
- B tv의 카툰네트워크 채널 번호.
- U+ TV의 연합뉴스경제TV 채널 번호.
- LG헬로비전의 바둑TV 채널 번호.
- B tv 케이블의 대교어린이TV 채널 번호.

## 기타
- 연도: 171년, 기원전 171년